# Teenager Hookers
Teenager Hookers, é uma banda carioca de hardcore melódico que tem como característica tocar músicas rápidas e em inglês. A principal virtude da banda é tocar o que gosta, sem se vender a grandes gravadoras ou mega-empresários da indústria fonográfica.

## Biografia
Era final de 1999, a cena alternativa carioca atravessava uma entressafra curiosa e algumas bandas se destacavam por tocar rápido porém melódico. A partir desse ponto de partida, juntando a vontade de voltar a tocar, Guilherme e Renato resolveram encarar o projeto e apostaram em um suposto regresso. Guilherme e Renato já haviam tocado juntos em várias outras bandas e já se conheciam bastante. Resolveram então que a formação inicial seria Guilherme guitarra/vocal e Renato no baixo, mas ainda faltava o baterista, logo tiveram a ideia de colocar um anúncio no jornal, assim conheceram Bruno "Bigode", que veio a ser tornar um grande amigo e colaborador da banda. A banda permaneceu com essa formação até que encontraram um baixista (Roberto), amigo de Bruno, sendo assim Renato foi para outra guitarra. Eis que Guilherme conhece Alexandre ("Paulista"), em um show da cena alternativa, e o chama para fazer um teste como vocalista, logo, firmando-se como vocalista da banda.
Após a saída de Renato e de Roberto, Michel (guitarra) e Pedro "China"(baixo) tomaram o posto de integrantes da banda. Pouco tempo depois Michel sai da banda e entra Bruno "Towers" que era guitarrista de uma outra banda na qual Pedro era integrante.
Com a saída de "Paulista" por motivos pessoais, a banda fez vários testes até encontrar seu último vocalista, Gustavo ("Sailor").
A banda sempre se definiu como sendo um hardcore melódico tipo "fatwreckchords". Segundo eles, isso quer dizer: Distorção + Velocidade + Melodia.
Letras complexas e densas, na sua maioria em inglês, mostrando as premissas do cotidiano psicológico, aliado à fragilidade do ser humano.
Com o término da banda em meados de 2008/2009 após a saída de Pedro ("China"), os integrantes deram início a um novo projeto, a banda Ballroom Dancers.

## Discografia
- When Everything Fails...(2003) resenha

## Lista de músicas

### When Everything Fails...
- Lost myself
- Turning Back ...
- Gotta Say
- Tell me Something
- Fight for Freedom
- Two Side History
- Emo Song (This Sucks!)
- There's No Meaning
- Bônus Track

### Outras
- Automatic Life
- Saddam Hussein is a punkrocker!
- Voices
- Going Down
- In The Place We Live